# Ludwik Krasucki

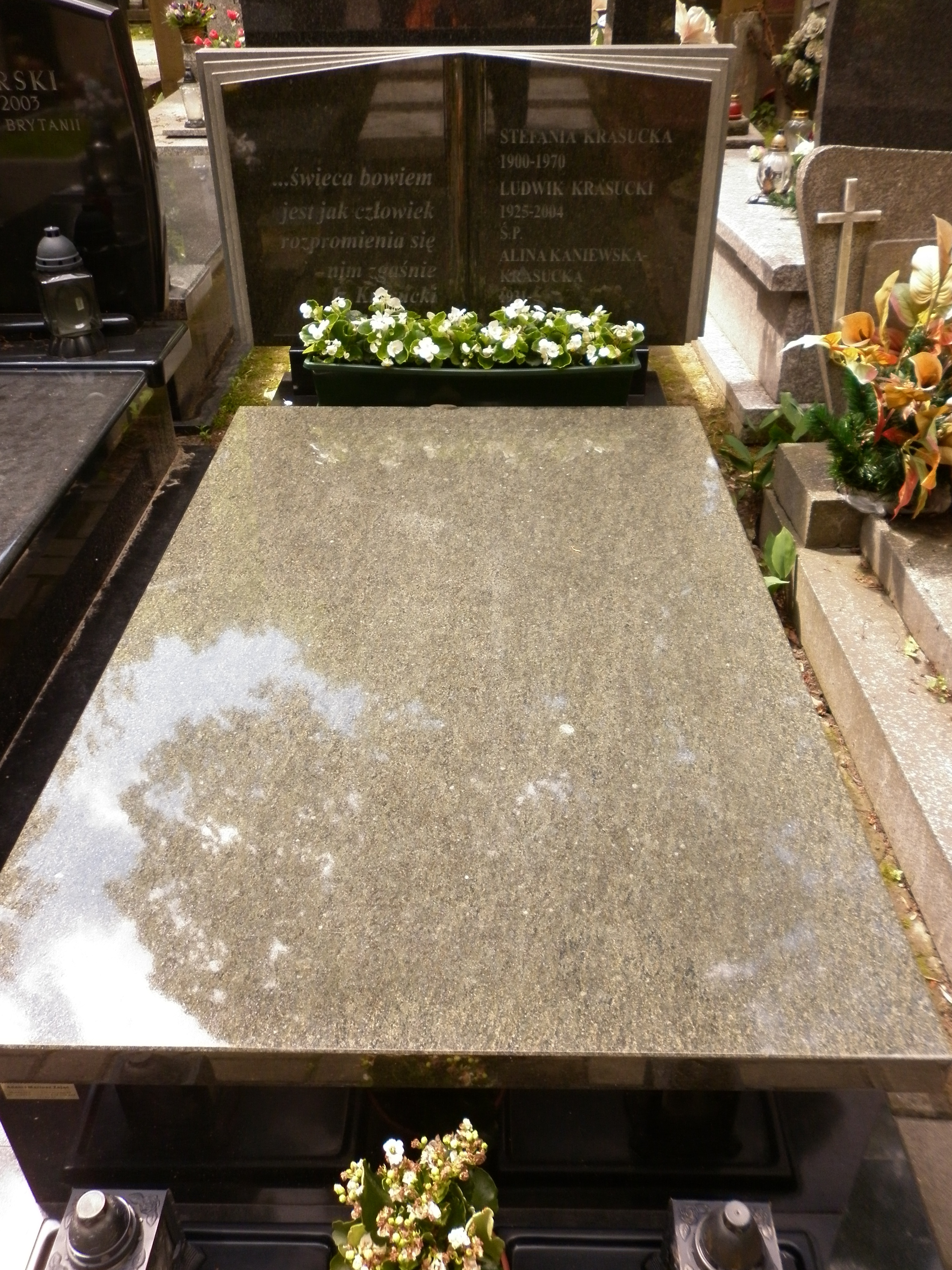
Grób Ludwika Krasuckiego na Cmentarzu Wojskowym na Powązkach w Warszawie

Ludwik Krasucki, pierwotnie Ludwik Kaferman (ur. 20 sierpnia 1925 w Warszawie, zm. 3 sierpnia 2004 tamże) – polski dziennikarz i scenarzysta, działacz środowisk represjonowanych i kombatantów, wieloletni przewodniczący Stowarzyszenia Żydów Kombatantów i Poszkodowanych w II Wojnie Światowej.

## Życiorys
Urodził się w Warszawie w zasymilowanej rodzinie żydowskiej, jako syn inżyniera Jakuba Kafermana (1897–1941) i Stefanii z domu Krasuckiej (1895–1970). Ze strony ojca matki, Nikodema Krasuckiego (1868–1942), był potomkiem pierwszego warszawskiego rabina Szlomo Zalmana Lipszyca. Ukończył studia prawnicze na Uniwersytecie Warszawskim. Podczas II wojny światowej był żołnierzem Armii Krajowej i więźniem obozu koncentracyjnego Stutthof, gdzie był członkiem obozowego ruchu oporu. Po zakończeniu wojny wrócił do Polski. W latach 1954–1974 był dziennikarzem Trybuny Ludu. Od 1949 należał do PZPR. W latach 1954–1955 był sekretarzem Komitetu Wojewódzkiego PZPR w Szczecinie. W październiku 1981 powołany przez Plenum Komitetu Centralnego PZPR w skład Zespołu dla przygotowania naukowej syntezy dziejów polskiego ruchu robotniczego.
W czasach PRL był odznaczony m.in.: Krzyżem Oficerskim Orderu Odrodzenia Polski, Orderem Sztandaru Pracy II klasy, Medalem 10-lecia Polski Ludowej, Medalem 30-lecia Polski Ludowej i odznaką Zasłużony Działacz Kultury. W 1974 otrzymał Nagrodę indywidualną RSW „Prasa-Książka-Ruch”.
Zasłużył się w rokowaniach na temat niemieckich odszkodowań dla polskich ofiar III Rzeszy; zrobił także wiele dla samego procesu ich wypłat. Położył duże zasługi we współpracy polsko-żydowskiej. W umiejętny sposób łączył interes środowiska żydowskiego z interesami wszystkich ofiar nazizmu.
15 maja 2003 został nominowany przez Prezydenta RP Aleksandra Kwaśniewskiego na stopień podporucznika oraz odznaczony Krzyżem Komandorskim Orderu Odrodzenia Polski.
Został pochowany na Cmentarzu Wojskowym na Powązkach w Warszawie (kwatera B17-5-11).

## Życie prywatne
Był trzykrotnie żonaty. Jego trzecią żoną była aktorka Alina Kaniewska (ur. 1931), wieloletnia solistka Operetki Warszawskiej.